# Cymru Premier 2025-26
La Cymru Premier 2025-26 (conocida como JD Cymru Premier por razones de patrocinio) será la edición número 34 de la Cymru Premier. La temporada comenzó el 8 de agosto de 2025 y terminará en mayo de 2025.
El The New Saints es el campeón defensor de la competición tras obtener su título número 17 la temporada anterior.
Esta será la última edición con 12 equipos ya que las FAW ha decidido ampliar a 16 equipos para las siguientes temporadas. Descenderán 2 equipos está temporada y ascenderán 6 equipos, 3 de la Cymru South y 3 de la Cymru North.

## Sistema de competición
Los 12 equipos jugarán entre sí todos contra todos dos veces totalizando 22 fechas al término de las cuales los equipos se dividirán en dos grupos. El Grupo campeonato lo integrarán los seis primeros de la fase regular, mientras que el Grupo descenso lo integrarán los seis últimos; dentro de cada grupo los equipos jugarán entre sí todos contra todos dos veces totalizando 10 fechas más. Los equipos mantendrán el mismo puntaje conseguido en la Fase Regular dentro de cada grupo, por lo que al final de la temporada cada club jugará 32 fechas.
El primer clasificado del Grupo campeonato se clasificará a la primera ronda de la Liga de Campeones 2026-27.El segundo puesto clasificará a la Liga Conferencia 2026-27. Mientras que los equipos clasificados desde el tercer lugar hasta el último del Grupo campeonato más el primer clasificado del Grupo descenso jugarán los Play-offs por un cupo en la primera ronda de la Liga Conferencia 2026-27. Los dos últimos clasificados del Grupo descenso descenderán a la FAW Championship 2026-27.
Un tercer cupo para la Liga Conferencia 2026-27 le será asignado al campeón de la Copa de Gales.

## Equipos participantes
| Club                   | Ciudad        | Estadio               | Capacidad |
| ---------------------- | ------------- | --------------------- | --------- |
| Bala Town              | Bala          | Maes Tegid            | 3.000     |
| Barry Town             | Barry         | Jenner Park Stadium   | 2.650     |
| Briton Ferry Llansawel | Briton Ferry  | Old Road              | 2.000     |
| Caernarfon Town        | Caernarfon    | The Oval              | 3.000     |
| Cardiff MU             | Cardiff       | Cyncoed Campus        | 1.620     |
| Colwyn Bay             | Old Colwyn    | Llanelian Road        | 3.000     |
| Connah's Quay Nomads   | Connah's Quay | Deeside Stadium       | 420       |
| Flint Town             | Flint         | Essity Stadium        | 1.000     |
| Haverfordwest County   | Haverfordwest | Bridge Meadow Stadium | 2.467     |
| Llanelli Town          | Llanelli      | Stebonheath Park      | 3.700     |
| Pen-y-Bont             | Bridgend      | Bryntirion Stadium    | 3.000     |
| The New Saints         | Oswestry      | Park Hall             | 2.000     |

## Temporada regular

### Clasificación
| Pos. | Equipo                          | Pts. | PJ | G | E | P | GF | GC | Dif. | Clasificación 2025-26    |
| ---- | ------------------------------- | ---- | -- | - | - | - | -- | -- | ---- | ------------------------ |
| 1    | Caernarfon Town                 | 4    | 2  | 1 | 1 | 0 | 8  | 3  | +5   | Ronda por el campeonato  |
| 2    | Briton Ferry                    | 4    | 2  | 1 | 1 | 0 | 4  | 1  | +3   | Ronda por el campeonato  |
| 3    | Barry Town                      | 4    | 2  | 1 | 1 | 0 | 3  | 1  | +2   | Ronda por el campeonato  |
| 4    | The New Saints                  | 3    | 2  | 1 | 0 | 1 | 2  | 3  | −1   | Ronda por el campeonato  |
| 5    | Pen-y-Bont                      | 3    | 2  | 1 | 0 | 1 | 1  | 2  | −1   | Ronda por el campeonato  |
| 6    | Cardiff Metropolitan University | 2    | 2  | 0 | 2 | 0 | 3  | 3  | 0    | Ronda por el campeonato  |
| 7    | Colwyn Bay                      | 2    | 2  | 0 | 2 | 0 | 2  | 2  | 0    | Ronda por la permanencia |
| 8    | Bala Town                       | 1    | 1  | 0 | 1 | 0 | 1  | 1  | 0    | Ronda por la permanencia |
| 9    | Connah's Quay Nomads            | 1    | 1  | 0 | 1 | 0 | 1  | 1  | 0    | Ronda por la permanencia |
| 10   | Flint Town                      | 1    | 1  | 0 | 1 | 0 | 1  | 1  | 0    | Ronda por la permanencia |
| 11   | Haverfordwest County            | 0    | 1  | 0 | 0 | 1 | 0  | 1  | −1   | Ronda por la permanencia |
| 12   | Llanelli Town                   | 0    | 2  | 0 | 0 | 2 | 1  | 8  | −7   | Ronda por la permanencia |

Actualizado a los partidos jugados el 16 de agosto de 2025.
 Fuente: SoccerWay

### Resultados
| Local \ Visitante               | BAL | BAR | BRI | CAE | CMU | COL | CON | FLI | HAV | LLA | PEN | TNS |
| ------------------------------- | --- | --- | --- | --- | --- | --- | --- | --- | --- | --- | --- | --- |
| Bala Town                       | —   |     |     |     |     |     |     | 1–1 |     |     |     |     |
| Barry Town                      |     | —   |     |     | 1–1 | 1–1 |     |     |     |     |     |     |
| Briton Ferry Llansawel          |     |     | —   |     |     |     |     |     |     |     |     |     |
| Caernarfon Town                 |     |     |     | —   |     |     |     |     |     | 6–1 |     |     |
| Cardiff Metropolitan University |     |     |     | 2–2 | —   |     |     |     |     |     |     |     |
| Colwyn Bay                      |     |     |     |     |     | —   | 1–1 |     |     |     |     |     |
| Connah's Quay Nomads            | Apl |     |     |     |     |     | —   |     |     |     |     |     |
| Flint Town                      |     |     |     |     |     |     |     | —   | Apl |     |     |     |
| Haverfordwest County            |     |     |     |     |     |     |     |     | —   |     | 0–1 |     |
| Llanelli Town                   |     | 0–2 |     |     |     |     |     |     |     | —   |     |     |
| Pen-y-Bont                      |     |     |     |     |     |     |     |     |     |     | —   | 0–2 |
| The New Saints                  |     |     | 0–3 |     |     |     |     |     |     |     |     | —   |